# Potenza
Potenza je hlavní město italské oblasti Basilicata a provincie Potenza.

## Vývoj počtu obyvatel
Počet obyvatel

## Osobnosti města
- Ruggero Deodato (1939–2022), filmový režisér

## Partnerská města
- Denver, Colorado, USA
- Focşani, Rumunsko